# Епархия Сана
Епархия Сана (лат. Dioecesis Sanensis) — епархия Римско-Католической церкви с центром в городе Сан, Мали. Епархия Сана входит в митрополию Бамако.

## История
10 апреля 1962 года Святой Престол учредил миссию sui iuris Сана, выделив её из епархии Нуны.
29 сентября 1964 года Римский папа Павел VI издал буллу "Qui benignissimo", которой преобразовал миссию sui iuris Сана в епархию.

## Ординарии епархии
- епископ Joseph Paul Barnabé Perrot MAfr (1962 — 1987);
- епископ Jean-Gabriel Diarra (1987 — по настоящее время).